# Кологривовка (станция, Саратовская область)
Кологри́вовка — железнодорожная станция в Татищевском районе Саратовской области, входит в состав Садовского муниципального образования. Основана в 1870 году.

## География
Станция находится у железнодорожной линии Аткарск — Саратов, на расстоянии примерно 21 км (по прямой) к северо-западу от посёлка городского типа Татищево, административного центра района.

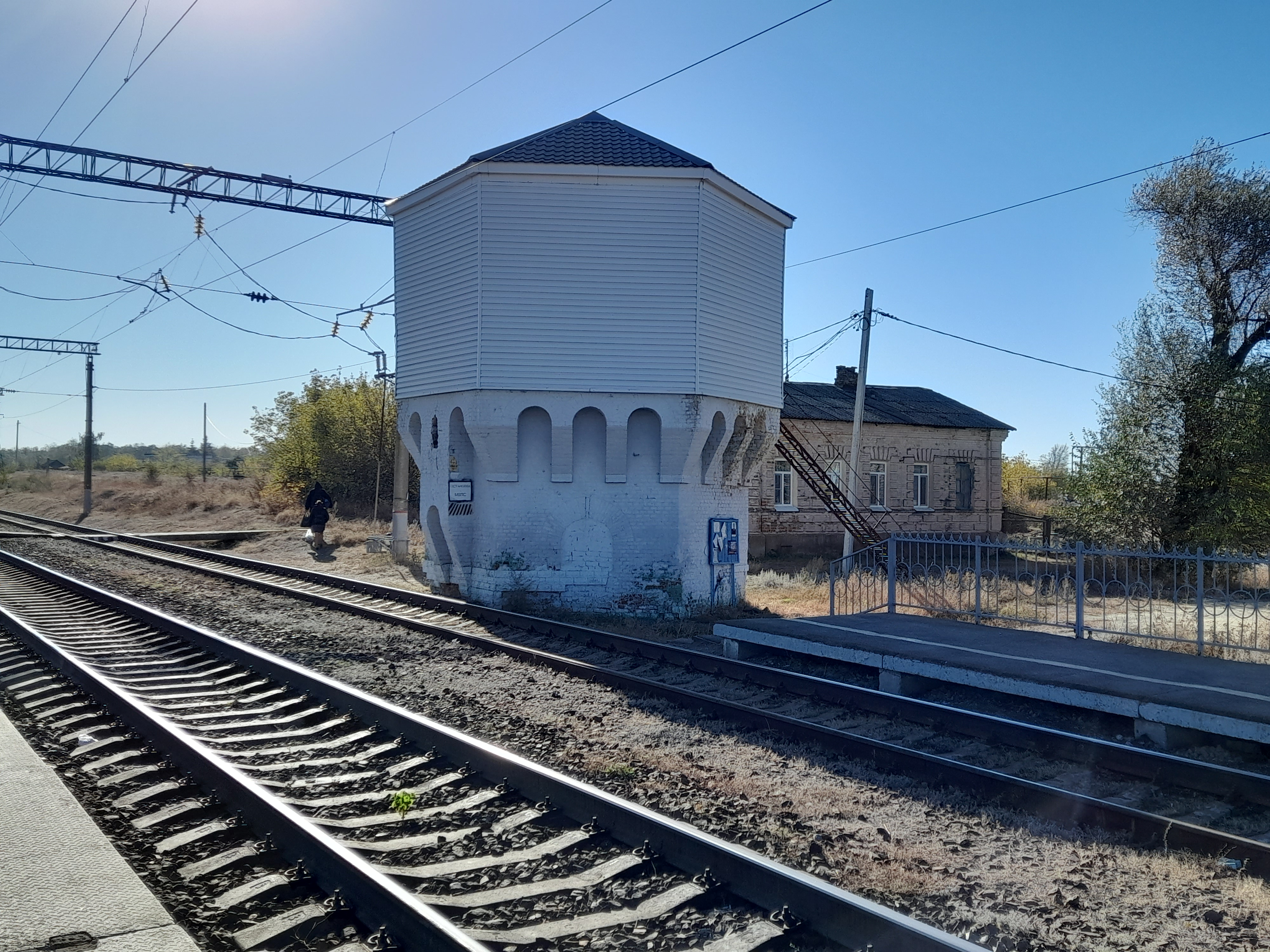
Водонапорная башня

## Население
| 2002 | 2010 |
| ---- | ---- |
| 420  | ↘415 |

### Национальный состав
Согласно результатам переписи 2002 года, в национальной структуре населения русские составляли 90 % из 420 чел.

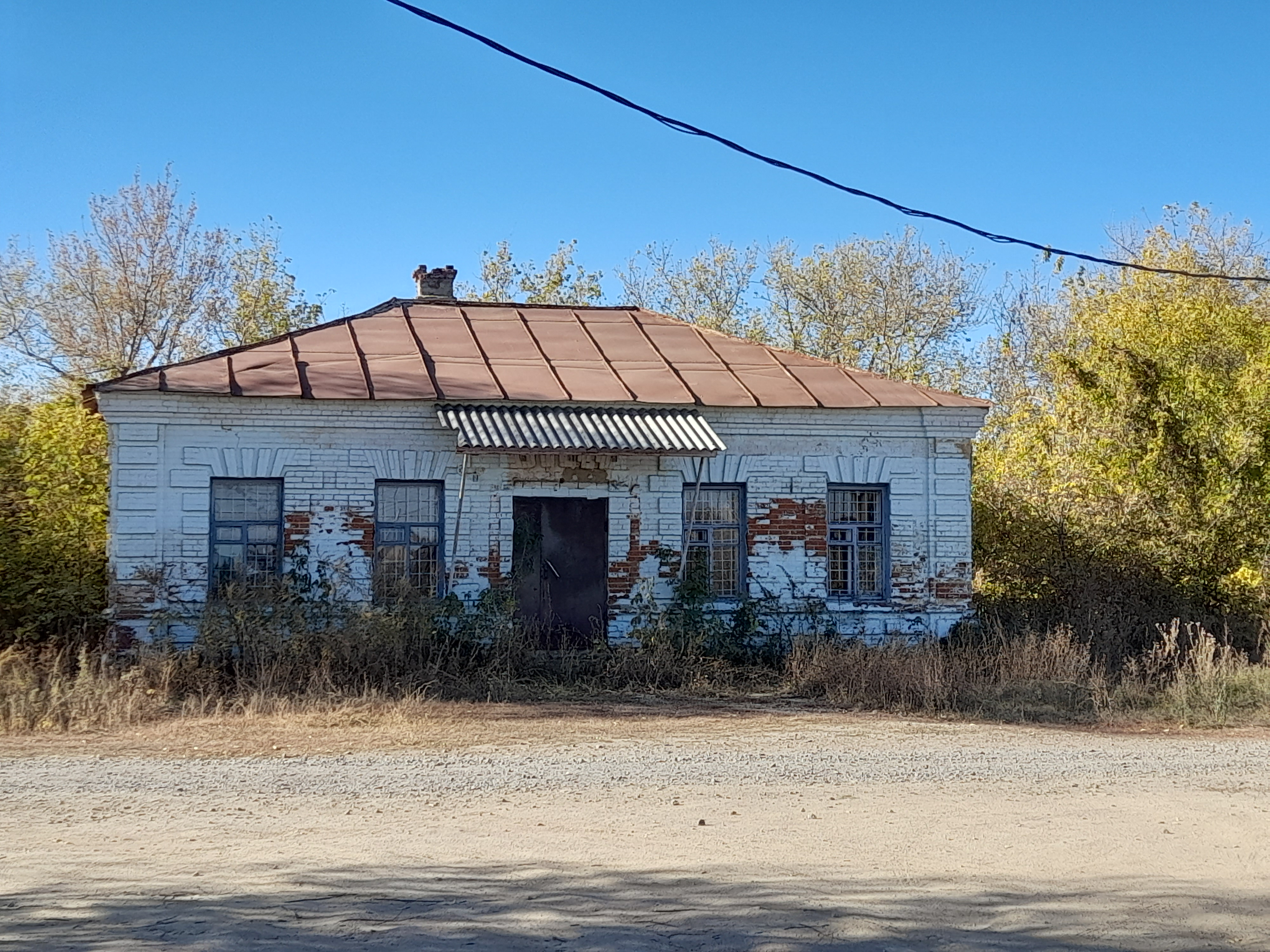
Здание у станции